# Ceromya mallochiana
Ceromya mallochiana är en tvåvingeart som först beskrevs av Gardner 1940.  Ceromya mallochiana ingår i släktet Ceromya och familjen parasitflugor. Inga underarter finns listade i Catalogue of Life.